# Michael Phelps
Michael Fred Phelps II (Baltimore, 30 juni 1985) is een Amerikaans zwemmer.
Op de Olympische Spelen van 2008 in Peking won Phelps een recordaantal van acht gouden medailles, waarmee hij het record uit 1972 van zijn landgenoot en collega-zwemmer Mark Spitz uit de boeken zwom.
Phelps behaalde eerder tijdens de Spelen van Athene in 2004 zes gouden medailles en tweemaal brons. Op 13 augustus 2008 werd hij de succesvolste olympiër ooit, doordat hij op die datum zijn tiende gouden medaille binnenhaalde. Op de Spelen van Londen in 2012 won Phelps vier gouden en twee zilveren medailles. Op de Spelen van Rio de Janeiro in 2016 won hij vijf gouden en een zilveren medaille. Daarmee bevat zijn olympische prijzenkast 23 gouden, drie zilveren en twee bronzen medailles, een totaal van 28. Hij voert daarmee de lijst van succesvolste medaillewinnaars op de Olympische Zomerspelen aan.
Door acht medailles te winnen op zowel de Olympische Spelen van Athene als die van Peking heeft Phelps tweemaal het record geëvenaard van turner Aleksandr Ditjatin, gevestigd op de Olympische Zomerspelen van 1980. Met de vijf gouden individuele medailles behaald in Peking evenaarde Phelps het record van schaatser Eric Heiden op de Olympische Winterspelen van 1980 en turner Vitali Tsjerbo op de Olympische Zomerspelen van 1992.
Op 11 augustus 2016 behaalde Phelps zijn 13de gouden medaille op een individueel nummer op de Olympische Spelen. Hiermee nam Phelps een ruim 2100 jaar oud record over van Leonidas van Rodos, die van 152 voor Christus tot 11 augustus 2016 de enige olympiër was die 12 gouden medailles op een individueel nummer won op de Olympische Spelen.

## Verloop carrière
Phelps maakte zijn debuut bij een groot internationaal toernooi tijdens de Olympische Spelen van 2000 in Sydney, als vijftienjarige werd hij vijfde op de 200 meter vlinderslag. Een half jaar later verbrak hij het wereldrecord op datzelfde onderdeel, met zijn vijftien jaar en negen maanden was hij de jongste mannelijke zwemmer ooit die een wereldrecord zwom. Bij de wereldkampioenschappen langebaanzwemmen van 2001 pakte hij goud op de 200 meter vlinderslag, opnieuw in een nieuw wereldrecord.
In de aanloop naar de Spelen van 2004 toonde Phelps steeds vaker zijn talent en veelzijdigheid; hij verbrak de wereldrecords op de 200 en 400 meter wisselslag. Bij de WK van 2003 won Phelps vier keer goud, waarvan drie op een individueel nummer.
Phelps maakte er voor de Spelen van Athene dan ook geen geheim van dat hij het record van Spitz wilde verbreken, zijn illustere landgenoot die op de Spelen van 1972 zeven keer goud veroverde. Het werd uiteindelijk zes keer goud, maar Phelps behaalde wel een medaille op elk van de acht onderdelen waarbij hij aan de start kwam. Zo werd hij als tiener de eerste olympiër sinds de turner Aleksandr Ditjatin in 1980 die acht medailles veroverde tijdens dezelfde Spelen. Phelps won brons op de 200 meter vrije slag, in een race die al snel the race of the century werd genoemd, hij werd enkel voorafgegaan door Ian Thorpe en Pieter van den Hoogenband, de drie finishten binnen 0,61 seconden van elkaar. Vier dagen later raakte Phelps in een strijd verwikkeld op de 100 meter vlinderslag. Hij kwam beter uit bij de finish en klopte zo zijn landgenoot Ian Crocker met 0,04 seconden.
Bij de wereldkampioenschappen van 2005 probeerde Phelps enkele nieuwe onderdelen uit. Op de 400 meter vrije slag lukte het hem niet om de finale te bereiken en op de 100 meter vrije slag werd hij zevende. Het werd uiteindelijk vijf keer goud en één keer zilver voor The Baltimore Bullet. Op de 100 meter vlinderslag moest hij dit keer Ian Crocker wel laten voorgaan, die een nieuw wereldrecord zwom en daarmee revanche nam voor de Olympische Spelen.
In 2007 kwam Phelps bij de WK in actie op zeven nummers, die hij allemaal won. Phelps verbaasde het meest op de 200 meter vrije slag; hij verbrak het zes jaar oude wereldrecord van Ian Thorpe. Op de 100 meter vlinderslag beleefden Phelps en Crocker een déjà vu; Phelps kwam net als bij de Spelen van Athene beter uit bij het aantikken en versloeg Crocker met 0,05 seconden. Diezelfde Crocker ontnam Phelps de kans op acht keer goud, in de series van de wisselslagestafette startte Crocker 0,01 seconde te vroeg, waardoor het Amerikaanse team gediskwalificeerd werd.
Op de Spelen van Peking in 2008 kwam Phelps aan de start op dezelfde acht nummers als bij de vorige Spelen van Athene. Ditmaal slaagde Phelps wel in zijn opzet om acht gouden medailles te winnen, en hiermee het record van zeven van Mark Spitz uit 1972 alsnog te verbreken. Tevens waren zijn vijf gouden individuele medailles een evenaring van het record van schaatser Eric Heiden uit 1980. Samen met zijn vier individuele gouden medailles uit Athene bracht hij zijn totaal op negen: ook dit was een nieuw record. Bijzonder was dat Phelps zeven wereldrecords zwom, viermaal individueel en drie samen met zijn teamgenoten op de estafettes. Het enige onderdeel waarop hij het wereldrecord niet verbrak was de 100 meter vlinderslag. De finale van dit nummer was memorabel wegens de spannende finish. Met een verschil van 0,01 seconde op Milorad Čavić overtrof deze zelfs de nipte overwinningen op Crocker in 2004 en 2007 op hetzelfde nummer.
Op de wereldkampioenschappen zwemmen 2009 was Phelps minder goed voorbereid dan bij de grote toernooien in de voorgaande jaren. Na het succes van Peking had hij een maandenlange pauze ingelast, waarin hij voor het eerst veel tijd doorbracht buiten het zwembad, bijvoorbeeld in televisieprogramma's. Dit was te merken in Rome, waar Phelps deelnam aan slechts drie individuele nummers. Opvallend was zijn nederlaag op de 200 meter vrije slag tegen Paul Biedermann uit Duitsland, die daarbij ook nog eens Phelps' wereldrecord van de Spelen van 2008 verbrak. Biedermann gaf aan geprofiteerd te hebben van zijn snelle zwempak. Deze pakken werden per 1 januari 2010 verboden. Overigens profiteerde ook Phelps van een snel pak; hij verbrak zijn eigen wereldrecord op de 200 meter vlinderslag, en dook op de 100 meter vlinderslag als eerste zwemmer in de geschiedenis onder de 50 seconden met 49,82.
Op de wereldkampioenschappen zwemmen 2011 in Shanghai, Phelps' zesde opeenvolgende wereldkampioenschappen op de langebaan, won hij net als in 2009 zilver op de 200 meter vrije slag, nu achter landgenoot Ryan Lochte. Een dag later won Phelps zijn eerste goud van het toernooi, op de 200 meter vlinderslag, het onderdeel waarop hij 10 jaar eerder zijn eerste wereldtitel won. Hiermee zette hij een record: hij werd de eerste zwemmer die vijfmaal wereldkampioen werd op hetzelfde onderdeel. Later in het toernooi werd Phelps, op de 200 meter wisselslag, opnieuw verslagen door Ryan Lochte en werd hij voor de derde keer op rij wereldkampioen op de 100 meter vlinderslag. Samen met Peter Vanderkaay, Ricky Berens en Ryan Lochte sleepte hij de wereldtitel in de wacht op de 4x200 meter vrije slag Op de laatste dag won Phelps samen met Nick Thoman, Mark Gangloff en Nathan Adrian de 4x100 meter wisselslag, waarbij Australië nipt werd verslagen. Hij was het toernooi, samen met Garrett Weber-Gale, Jason Lezak en Nathan Adrian, begonnen met brons op de 4x100 meter vrije slag. Dit bracht zijn totaal aantal wereldtitels op 26, waarvan 15 individueel.
Op de Spelen van Londen in 2012, kwam Phelps aan de start op 7 nummers. Bij deze Spelen won Phelps na een teleurstellend begin (4e op de 400 meter wisselslag) toch 4 gouden en 2 zilveren medailles, nog altijd het meeste van alle zwemmers op het toernooi. Op de 4x100 meter vrije slag estafette nam Frankrijk revanche op Amerika voor het nipte verlies van vier jaar geleden, en op de 200 meter vlinderslag werd Phelps met 0,05 seconde verslagen door de Zuid-Afrikaan Chad le Clos. Phelps won echter zijn laatste vier finales op het toernooi. Phelps werd de eerste mannelijke zwemmer die op drie opeenvolgende Spelen hetzelfde individuele nummer wist te winnen en de eerste zwemmer (man of vrouw) die twee individuele nummers op drie opeenvolgende Spelen wist te winnen. Hij deed dit op de 200 meter wisselslag en de 100 meter vlinderslag. Daarnaast won Phelps samen met zijn teamgenoten ook de 4x200 meter vrije slag estafette en de 4x100 meter wisselslag estafette, beide ook voor de derde Spelen op rij. Met z'n 6 medailles werd Phelps de meest succesvolle Olympische atleet aller tijden met in totaal 22 Olympische medailles waarvan 18 gouden, 2 zilveren en 2 bronzen.
Phelps beëindigde zijn carrière als professioneel zwemmer na de Spelen van 2012.
Op 14 november 2013 maakte Phelps bekend een comeback in gedachten te hebben. Hij was weer begonnen met trainen in de hoop zich te kunnen kwalificeren voor de Spelen van 2016. In juni 2016 verwierf hij daar een deelnameplaats.
In Rio de Janeiro won Phelps 5 gouden en een zilveren medaille. Op de 200 meter vlinderslag heroverde hij de titel die hij 4 jaar geleden verloor. Hij versloeg Masato Sakai met 0,04 seconde. Op de 200 meter wisselslag werd hij de eerste zwemmer die hetzelfde individuele onderdeel viermaal wist te winnen. Hij won zilver op de 100 meter vlinderslag, gedeeld met rivalen László Cseh en Chad le Clos. Het goud ging naar Joseph Schooling.
Met de estafetteteams haalde Phelps net als in 2008 drie keer goud, op de 4x100 meter vrije slag, op de 4x200 meter vrije slag en op de 4x100 meter wisselslag. Hij besloot zijn carrière met een recordaantal van 28 olympische medailles, waaronder 23 gouden. Individueel heeft hij 13 gouden medailles en 16 in totaal, wat beide ook records zijn.
Hiermee is Phelps 4 keer op rij geëindigd bovenaan de individuele medaillespiegel als deelnemer aan de Olympische Zomerspelen. Het is geen enkele andere olympiër gelukt om meer dan één keer als meest gelauwerde deelnemer te eindigen.
Phelps heeft in zijn carrière 37 wereldrecords op de langebaan (50 meterbad) neergezet, 29 individueel en 8 met estafettes. De eerste zwom hij in 2001, de laatste in 2009. Ook hiermee heeft hij een record van landgenoot Mark Spitz verbroken: Spitz kwam tot een totaal van 33 (26 individueel en 7 estafette).

## Persoonlijk
Als tiener bewonderde Phelps de Australische zwemmer Ian Thorpe en zag hem als zijn voorbeeld. Hij is goed bevriend met NFL-speler Ray Lewis. In juni 2016 trouwde hij met voormalig Miss California Nicole Johnson. Zij ontmoetten elkaar in 2007 tijdens de ESPY's. Samen hebben zij drie zoons (mei 2016, februari 2018 en september 2019).
Phelps lijdt al geruime tijd aan zware depressies.

## Lichamelijke eigenschappen
Phelps bezit een aantal lichamelijke eigenschappen die hem geschikt maken voor wedstrijdzwemmen. De spanwijdte van zijn armen is 8 cm langer dan zijn lichaamslengte (de zogenaamde aapfactor). Bij een gemiddeld persoon is die verhouding een-op-een. De afstand tussen zijn ribben en heupen is 10 cm langer dan gemiddeld. De gemiddelde concentratie melkzuur in het bloed ligt bij Phelps na een wedstrijd op vijf millimol per liter, terwijl dit bij de doorsnee topsporter gemiddeld tien tot vijftien millimol per liter is. Ten slotte is hij in staat zijn gewrichten te overstrekken, waardoor zijn benen een vijftien graden grotere zwaai kunnen maken dan die van een gemiddeld persoon.

## Belangrijkste resultaten

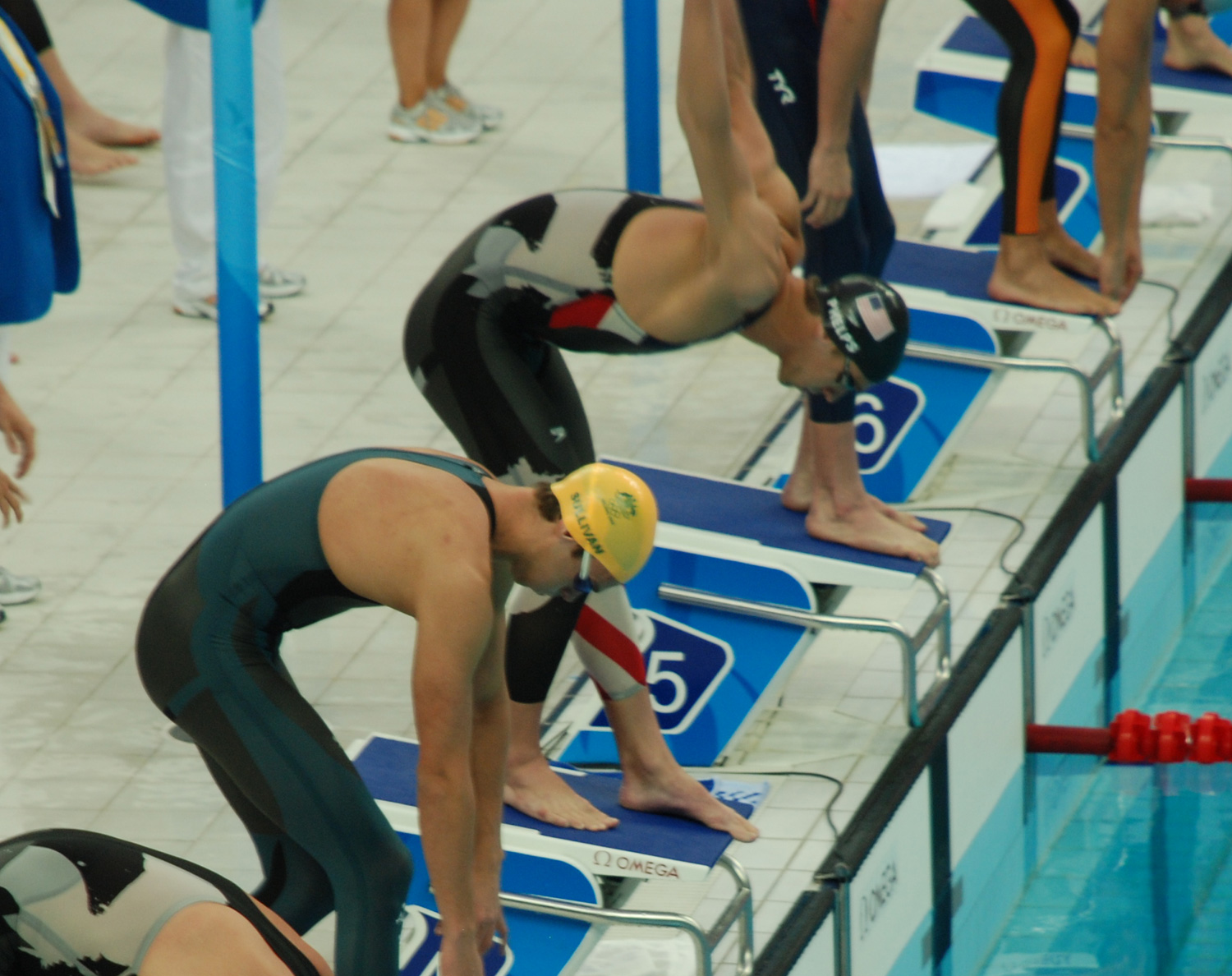
Start van de 4x100m vrije slag (OS 2008)

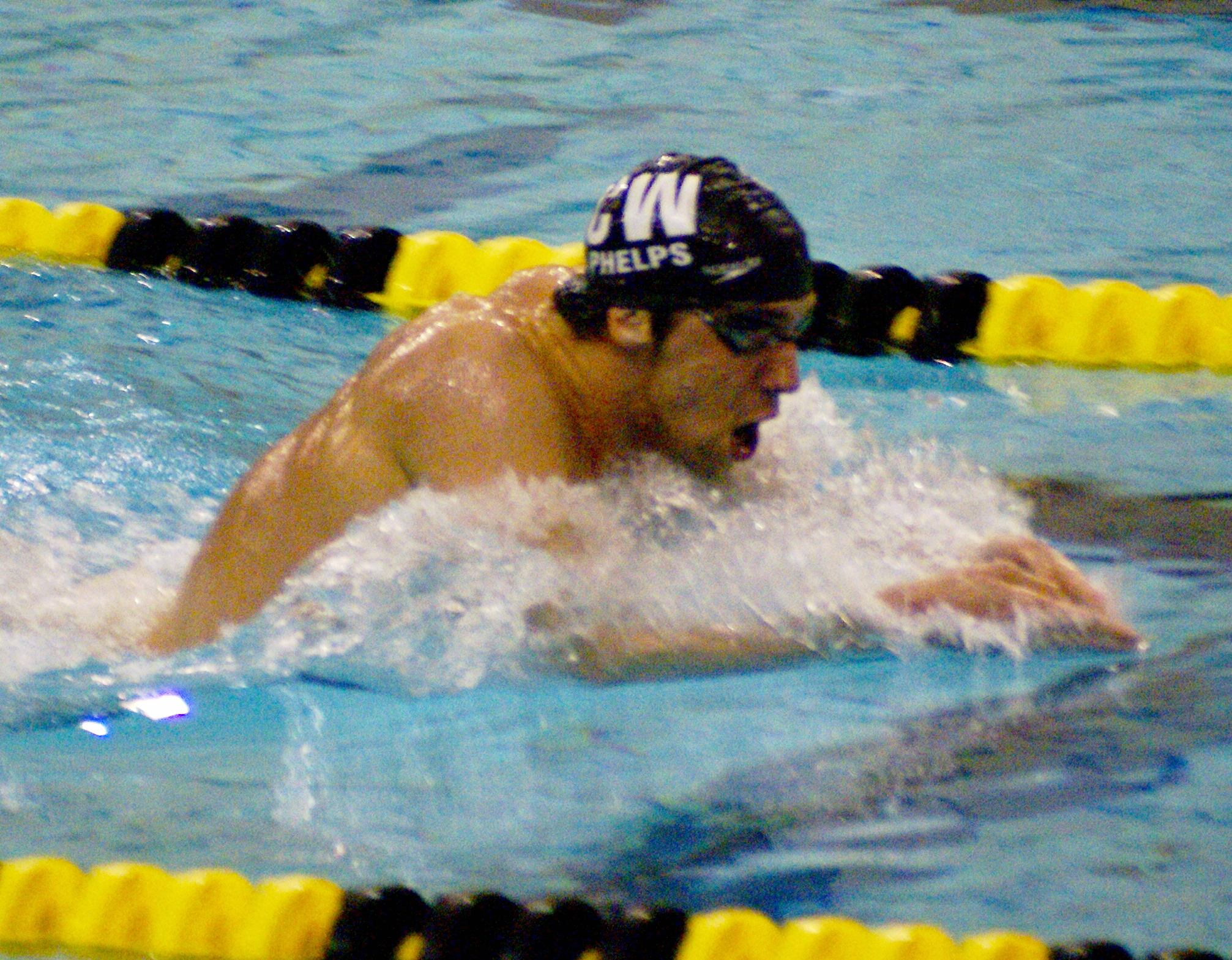
400m wisselslag tijdens de Missouri GP

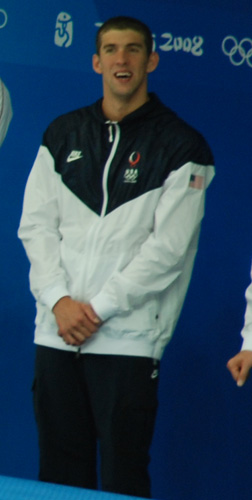
Medaille uitreiking 100m vlinderslag (OS 2008)

| Jaar | Olympische Spelen | WK langebaan | WK kortebaan    | PanPacs |
| ---- | --- | --- | --------------- | --- |
| 2000 | 5e 200m vlinderslag | | geen deelname   | |
| 2001 | | 200m vlinderslag |                 | |
| 2002 | | | geen deelname   | 200m vlinderslag · 200m wisselslag · 400m wisselslag · 4x200m vrije slag · 4x100m wisselslag                            |
| 2003 | | 100m vlinderslag · 200m vlinderslag · 200m wisselslag · 400m wisselslag · 4x200m vrije slag · 4x100m wisselslag · Phelps zwom enkel de series                                             |                 | |
| 2004 | 200m vrije slag · 100m vlinderslag · 200m vlinderslag · 200m wisselslag · 400m wisselslag · 4x100m vrije slag · 4x200m vrije slag · 4x100m wisselslag · Phelps zwom enkel de series | | 200m vrije slag | |
| 2005 | | 7e 100m vrije slag · 200m vrije slag · 18e 400m vrije slag · 100m vlinderslag · 200m wisselslag · 4x100m vrije slag · 4x200m vrije slag · 4x100m wisselslag · Phelps zwom enkel de series |                 | |
| 2006 | | | geen deelname   | 200m rugslag · 200m vlinderslag · 200m wisselslag · 400m wisselslag · 4x100m vrije slag · 4x200m vrije slag             |
| 2007 | | 200m vrije slag · 100m vlinderslag · 200m vlinderslag · 200m wisselslag · 400m wisselslag · 4x100m vrije slag · 4x200m vrije slag                                                         |                 | |
| 2008 | 200m vrije slag · 100m vlinderslag · 200m vlinderslag · 200m wisselslag · 400m wisselslag · 4x100m vrije slag · 4x200m vrije slag · 4x100m wisselslag                               | | geen deelname   | |
| 2009 | | 200m vrije slag · 100m vlinderslag · 200m vlinderslag · 4x100m vrije slag · 4x200m vrije slag · 4x100m wisselslag                                                                         |                 | |
| 2010 | | | geen deelname   | 100m vlinderslag · 200m vlinderslag · serie 400m wisselslag · 4x100m vrije slag · 4x200m vrije slag · 4x100m wisselslag |
| 2011 | | 200m vrije slag · 100m vlinderslag · 200m vlinderslag · 200m wisselslag · 4x100m vrije slag · 4x200m vrije slag · 4x100m wisselslag                                                       |                 | |
| 2012 | 100m vlinderslag · 200m vlinderslag · 200m wisselslag · 4e 400m wisselslag · 4x100m vrije slag · 4x200m vrije slag · 4x100m wisselslag                                              | | geen deelname   | |
| 2013 | | geen deelname |                 | |
| 2014 | | | geen deelname   | 100m vlinderslag · 200m wisselslag · 4x100m vrije slag · 4x200m vrije slag · 4x100m wisselslag                          |
| 2015 | | geen deelname |                 | |
| 2016 | 100m vlinderslag · 200m vlinderslag · 200m wisselslag · 4x100m vrije slag · 4x200m vrije slag · 4x100m wisselslag                                                                   | | geen deelname   | |

## Records

### Langebaan
| Event                                                     | Tijd                 | Datum, plaats                 |
| Persoonlijke records                                      | Persoonlijke records | Persoonlijke records          |
| --------------------------------------------------------- | -------------------- | ----------------------------- |
| 100m vrije slag                                           | 47,51                | 11 augustus 2008, Peking      |
| 200m vrije slag                                           | 1.42,96              | 12 augustus 2008, Peking      |
| 400m vrije slag                                           | 3.46,73              | 8 augustus 2003, College Park |
| 100m rugslag                                              | 53,01                | 3 augustus 2007, Indianapolis |
| 200m rugslag                                              | 1.54,65              | 1 augustus 2007, Indianapolis |
| 100m schoolslag                                           | 1.02,57              | 17 februari 2008, Columbia    |
| 200m schoolslag                                           | 2.11,30              | 10 augustus 2015, San Antonio |
| 100m vlinderslag                                          | 49,82                | 1 augustus 2009, Rome         |
| 200m vlinderslag                                          | 1.51,51              | 29 juli 2009, Rome            |
| 200m wisselslag                                           | 1.54,16              | 28 juli 2011, Shanghai        |
| 400m wisselslag                                           | 4.03,84              | 10 augustus 2008, Peking      |
| Estafetterecords                                          |                      |                               |
| 4x100m vrije slag met G. Weber-Gale, C. Jones, J. Lezak   | 3.08,24 (WR)         | 11 augustus 2008, Peking      |
| 4x100m wisselslag met A. Peirsol, E. Shanteau, D. Walters | 3.27,28              | 2 augustus 2009, Rome         |
| 4x200m vrije slag met R. Berens, D. Walters, R. Lochte    | 6.58,55 (WR)         | 31 juli 2009, Rome            |
| Olympische records                                        |                      |                               |
| 200m vrije slag                                           | 1.42,96              | 12 augustus 2008, Peking      |
| 200m wisselslag                                           | 1.54,23              | 15 augustus 2008, Peking      |
| 400m wisselslag                                           | 4.03,84              | 10 augustus 2008, Peking      |

1900: Frederick Lane ·
1968: Mike Wenden ·
1972: Mark Spitz ·
1976: Bruce Furniss ·
1980: Sergej Kopljakov ·
1984: Michael Groß ·
1988: Duncan Armstrong ·
1992: Jevgeni Sadovy ·
1996: Danyon Loader ·
2000: Pieter van den Hoogenband ·
2004: Ian Thorpe ·
2008: Michael Phelps ·
2012: Yannick Agnel ·
2016: Sun Yang  ·
2020: Thomas Dean ·
2024: David Popovici
1968: Doug Russell ·
1972: Mark Spitz ·
1976: Matt Vogel ·
1980: Pär Arvidsson ·
1984: Michael Groß ·
1988: Anthony Nesty ·
1992: Pablo Morales ·
1996: Denis Pankratov ·
2000: Lars Frölander ·
2004: Michael Phelps ·
2008: Michael Phelps ·
2012: Michael Phelps ·
2016: Joseph Schooling ·
2020: Caeleb Dressel ·
2024: Kristóf Milák
1956: Bill Yorzyk ·
1960: Mike Troy ·
1964: Kevin Berry ·
1968: Carl Robie ·
1972: Mark Spitz ·
1976: Mike Bruner ·
1980: Sergej Fesenko ·
1984: Jon Sieben ·
1988: Michael Groß ·
1992: Melvin Stewart ·
1996: Denis Pankratov ·
2000: Tom Malchow ·
2004: Michael Phelps ·
2008: Michael Phelps ·
2012: Chad le Clos ·
2016: Michael Phelps ·
2020: Kristóf Milák ·
2024: Léon Marchand
1968: Charles Hickcox ·
1972: Gunnar Larsson ·
1984: Alex Baumann ·
1988: Tamás Darnyi ·
1992: Tamás Darnyi ·
1996: Attila Czene ·
2000: Massimiliano Rosolino ·
2004: Michael Phelps ·
2008: Michael Phelps ·
2012: Michael Phelps ·
2016: Michael Phelps ·
2020: Wang Shun ·
2024: Léon Marchand
1964: Dick Roth ·
1968: Charles Hickcox ·
1972: Gunnar Larsson ·
1976: Rod Strachan ·
1980: Oleksandr Sydorenko ·
1984: Alex Baumann ·
1988: Tamás Darnyi ·
1992: Tamás Darnyi ·
1996: Tom Dolan ·
2000: Tom Dolan ·
2004: Michael Phelps ·
2008: Michael Phelps ·
2012: Ryan Lochte ·
2016: Kosuke Hagino ·
2020: Chase Kalisz ·
2024: Léon Marchand
1964: Clark, Austin, Ilman, Schollander ·
1968: Zorn, Rerych, Spitz, Walsh ·
1972: Edgar, Murphy, Heidenreich, Spitz ·
1984: Cavanaugh, Heath, Biondi, Gaines ·
1988: Jacobs, Dalbey, Jager, Biondi ·
1992: Hudepohl, Biondi, Jager, Olsen ·
1996: Olsen, Davis, Schumacher, Hall ·
2000: Klim, Fydler, Callus, Thorpe ·
2004: Schoeman, Ferns, Townsend, Neethling ·
2008: Phelps, Weber-Gale, Jones, Lezak ·
2012: Leveaux, Gilot, Lefert, Agnel ·
2016: Dressel, Phelps, Held, Adrian ·
2020: Dressel, Pieroni, Becker, Apple ·
2024: Alexy, Guiliano, Armstrong, Dressel
1908: Derbyshire, Radmilovic, Foster, Taylor ·
1912: Healy, Champion, Boardman, Hardwick ·
1920: McGillivray, Kealoha, Ross, Kahanamoku ·
1924: O'Connor, Glancy, Breyer, Weissmuller ·
1928: Clapp, Laufer, Kojac, Weissmuller ·
1932: Miyazaki, Yusa, Yokoyama, Toyoda ·
1936: Yusa, Sugiura, Taguchi, Arai ·
1948: Ris, McLane, Wolf, Smith ·
1952: Moore, Woolsey, Konno, McLane ·
1956: O'Halloran, Devitt, Rose, Henricks ·
1960: Harrison, Blick, Troy, Farrell ·
1964: Clark, Saari, Ilman, Schollander ·
1968: Nelson, Rerych, Spitz, Schollander ·
1972: Kinsella, Tyler, Genter, Spitz ·
1976: Bruner, Furniss, Naber, Montgomery ·
1980: Kopljakov, Salnikov, Stoekolkin, Krylov ·
1984: Heath, Larson, Float, Hayes ·
1988: Dalbey, Cetlinski, Gjertsen, Biondi ·
1992: Lepikov, Pysjnenko, Tajanovitsj, Sadovy ·
1996: Davis, Hudepohl, Schumacher, Berube ·
2000: Thorpe, Klim, Pearson, Kirby ·
2004: Phelps, Lochte, Vanderkaay, Keller ·
2008: Phelps, Lochte, Berens, Vanderkaay ·
2012: Lochte, Dwyer, Berens, Phelps ·
2016: Dwyer, Haas, Lochte, Phelps ·
2020: Dean, Guy, Richards, Scott ·
2024: Guy, Dean, Richards, Scott
1960: McKinney, Hait, Larson, Farrell ·
1964: Mann, Craig, Schmidt, Clark ·
1968: Hickcox, McKenzie, Russell, Walsh ·
1972: Stamm, Bruce, Spitz, Heidenreich ·
1976: Naber, Hencken, Vogel, Montgomery ·
1980: Kerry, Evans, Tonelli, Brooks ·
1984: Carey, Lundquist, Morales, Gaines ·
1988: Berkoff, Schroeder, Biondi, Jacobs ·
1992: Rouse, Diebel, Morales, Olsen ·
1996: Rouse, Linn, Henderson, Hall ·
2000: Krayzelburg, Moses, Crocker, Hall ·
2004: Peirsol, Hansen, Crocker, Lezak ·
2008: Peirsol, Hansen, Phelps, Lezak ·
2012: Grevers, Hansen, Phelps, Adrian ·
2016: Murphy, Miller, Phelps, Adrian  ·
2020: Murphy, Andrew, Dressel, Apple  ·
2024: Xu, Qin, Sun, Pan
- Gemeinsame Normdatei: 130277304
- International Standard Name Identifier: 0000 0001 1441 6662
- Library of Congress Control Number: n2004111640
- Nationale Bibliotheek van Letland: 000308059
- Nationale Bibliotheek van Tsjechië: xx0094410
- Nationale Bibliotheek van Polen: a0000002426777
- Nederlandse Thesaurus van Auteursnamen: 282343458
- Système universitaire de documentation: 19687498X
- Virtual International Authority File: 35558355
- WorldCat: E39PBJh8PQFX7RxDTPRhRx9xDq